# Universitätsklinikum Heidelberg

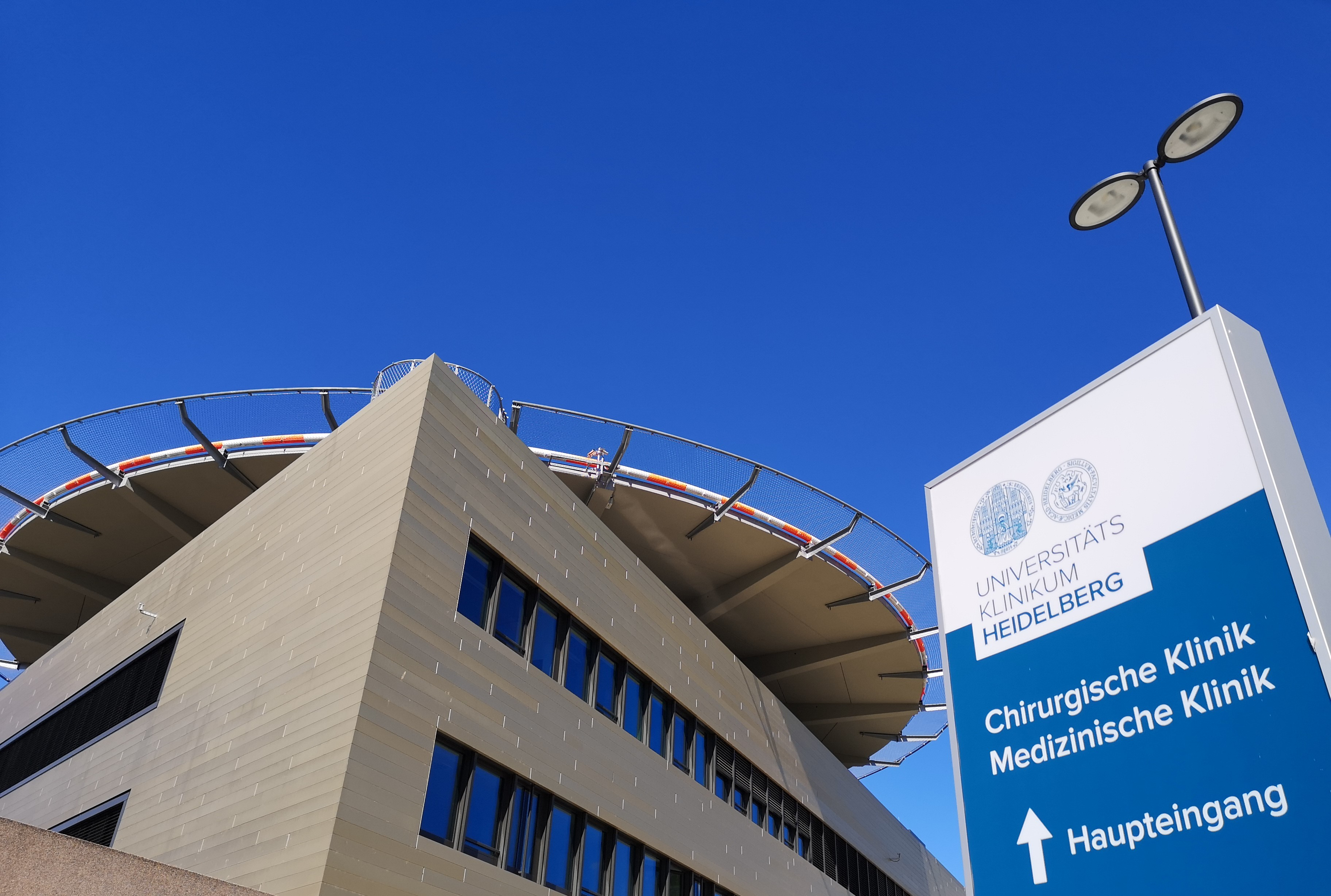
Neue Chirurgische Klinik, Im Neuenheimer Feld 420

Das Universitätsklinikum Heidelberg ist eines der größten medizinischen Zentren Deutschlands. Mit 2.599 Betten ist es das drittgrößte Universitätsklinikum in Deutschland und liegt aktuell (Stand 2025) auf Platz 14 der von Newsweek erstellten Liste über die weltbesten Krankenhäuser.
Die Medizinische Fakultät der Ruprecht-Karls-Universität Heidelberg besteht seit 1388 und ist damit die älteste in Deutschland; sie zählt zu den international renommierten biomedizinischen Forschungseinrichtungen in Europa. Derzeit (Stand Wintersemester 2019/20) studieren 4.098 Medizinstudenten an der Fakultät.
Gemeinsames Ziel von Klinikum und Medizinischer Fakultät ist die Entwicklung innovativer Diagnostik und Therapien sowie ihre rasche Umsetzung für den Patienten. Der Leitspruch des Universitätsklinikums lautet In Scientia Salus („Heilung durch Wissenschaft“).
Zum Universitätsklinikum-Konzern gehören die Thoraxklinik, das Kreiskrankenhaus Bergstraße in Heppenheim, sowie 12 weitere Tochterunternehmen in Bereichen wie medizinischer Versorgung, Service, Logistik und Ausbildung. Konzern und Fakultät beschäftigen 14.352 Mitarbeiter (2020) und engagieren sich in Ausbildung und Qualifizierung. In mehr als 50 klinischen Fachabteilungen werden jährlich rund 84.000 Patienten vollstationär und mehr als 1,1 Mio. Patienten ambulant behandelt.

## Krankenbehandlung
Ein Schwerpunkt liegt in der Krebsbehandlung. Gemeinsam mit dem Deutschen Krebsforschungszentrum, der Thoraxklinik Heidelberg und der Deutschen Krebshilfe wurde das Nationale Centrum für Tumorerkrankungen (NCT) gegründet, das sich die interdisziplinäre Behandlung und die schnelle Anwendung von neuen Therapieansätzen zum Ziel gesetzt hat.
Ein weiterer Fokus liegt in der Behandlung kardiovaskulärer Erkrankungen im Rahmen des Herzzentrums Heidelberg. Innovationen auf diesem Gebiet stellen die Einführung der ersten „Chestpain Unit“ (Notaufnahme für Patienten mit Verdacht auf Herzinfarkt) sowie der ersten „Advanced Heart Failure Unit“ (Überwachungsstation für Patienten mit schwerer Herzschwäche) dar. Die Sektion Notfallmedizin der Klinik für Anästhesiologie stellt unter anderem Notärzte für 6 Notarzteinsatzfahrzeuge, Christoph 53 und das Medical Intervention Car (MIC), einem Konzeptfahrzeug zur Verbesserung der außerklinischen Notfallmedizin.
Weitere Schwerpunkte liegen in den Bereichen Transplantationsmedizin, Neurowissenschaft mit Psychosozialer Medizin, Genetik und Infektionskrankheiten.

## Forschung
Die Medizinische Fakultät Heidelberg gilt als eine der bedeutendsten Forschungseinrichtungen in Deutschland. Es besteht insbesondere eine intensive Zusammenarbeit mit anderen in Heidelberg angesiedelten Forschungseinrichtungen wie dem Deutschen Krebsforschungszentrum (DKFZ), dem Max-Planck-Institut für Medizinische Forschung, dem Zentrum für Molekulare Biologie Heidelberg (ZMBH) und dem Europäischen Laboratorium für Molekularbiologie (EMBL). Im Rahme der Exzellenzstrategie wird unter anderem an molekularen Grundlagen von Krankheiten geforscht. Entsprechend den Behandlungsschwerpunkten liegen die Forschungsschwerpunkte in den Bereichen Infektionskrankheiten, Herz-Kreislaufforschung, Neurowissenschaften, Translationale und individualisierte Onkologie, Transplantation und individualisierte Immuntherapie. Bereiche mit hohem Entwicklungspotential sind Lungenforschung und Stoffwechselerkrankungen.
- Die Deutsche Forschungsgemeinschaft (DFG) hat 2016 den überregionalen Sonderforschungsbereich SFB 179 „Ursachen der Ausheilung bzw. Chronifizierung von Infektionen mit Hepatitisviren“ mit einem Fördervolumen von 12,1 Millionen Euro neu bewilligt. Sprecher ist Ralf Bartenschlager, Direktor der Abteilung für Molekulare Virologie am Zentrum für Infektiologie des Universitätsklinikums Heidelberg und Leiter des Forschungsschwerpunkts Infektionen und Krebs am Deutschen Krebsforschungszentrum (DKFZ). Neben weiteren Wissenschaftlern der Universität Heidelberg sind Teams des Universitätsklinikums Freiburg, der TU und LMU München sowie des DKFZ beteiligt.[9]

- Die Deutsche Forschungsgemeinschaft (DFG) hat an der Heidelberger Universität, am Universitätsklinikum und dem Deutschen Krebsforschungszentrum den Sonderforschungsbereich (SFB) „Selbsterneuerung und Differenzierung von Stammzellen“ eingerichtet. Das Fördervolumen beträgt 9,3 Millionen Euro. Ein internationaler Forschungsverbund unter der Federführung von Anthony Ho und des Europäischen Molekularbiologischen Laboratoriums (EMBL) wird von der Europäischen Union seit 2013 mit insgesamt 6 Millionen Euro gefördert. Ziel ist, zu erforschen, welche Rolle Stammzellen bei Alterungsprozessen und altersbedingten Erkrankungen des Knochenmarks spielen.[10]

- Medizinische Fakultät und Universitätsklinikum Heidelberg sind an sechs der insgesamt acht Deutschen Zentren der Gesundheitsforschung beteiligt. Ziel der durch das Bundesministerium für Bildung und Forschung (BMBF) geförderten Zentren ist es, neue medizinische Forschungsergebnisse zu den großen Volkskrankheiten schneller in die Anwendung zu bringen. Zentren mit Heidelberger Beteiligung sind: Deutsches Zentrum für Lungenforschung, Deutsches Zentrum für Herz-Kreislaufforschung, Deutsches Zentrum für Infektionsforschung, Deutsches Konsortium für Translationale Krebsforschung, Deutsches Zentrum für Diabetesforschung, Deutsches Zentrum für Psychische Gesundheit.[11]

- Wissenschaftler am Zentrum für Kinder- und Jugendmedizin bauen ein zentrales europäisches Patientenregister auf, das Daten zu insgesamt 26 seltenen Stoffwechselstörungen erfasst. Unbehandelt können diese Stoffwechselstörungen zum Tod oder zu schweren Organschäden führen. Die Europäische Union fördert das „European network and registry for homocystinurias and methylation defects“ (E-HOD[12]) mit 28 Projektpartnern aus 22 Ländern in den kommenden drei Jahren mit insgesamt 1,15 Millionen Euro.[13]

- Sonderforschungsbereiche mit der Medizinischen Fakultät Heidelberg in der Sprecherfunkton (2015): SFB 638 „Dynamik makromolekularer Komplexe im biosynthetischen Transport“, SFB 938 „Milieuspezifische Kontrolle immunologischer Systeme“, SFB-TR 125 „Wissens- und modellbasierte Chirurgie“, SFB 1118 „Reaktive Metabolite als Ursache diabetischer Spätschäden“, SFB 1129 „Integrative Analyse der Replikation und Ausbreitung pathogener Erreger“, SFB 1134 „Funktionelle Ensembles: Integration von Zellen, Genese von Aktivitätsmustern und Plastizität von Gruppen ko-aktiver Neurone in lokalen Netzwerken“, SFB 1158 „Von der Nozizeption zum chronischen Schmerz: Struktur-Funktions-Merkmale neuronaler Bahnen und deren Reorganisation“, SFB-TR156 „Die Haut als Sensor und Initiator von lokalen und systemischen Immunreaktionen“[8]

- Sonderforschungsbereich mit Beteiligung der Medizinischen Fakultät Heidelberg (2015): SFB 636 „Lernen, Gedächtnis und Plastizität des Gehirns: Implikationen für die Psychopathologie“, SFB 873 „Selbsterneuerung und Differenzierung von Stammzellen“, SFB 1036 „Zelluläre Qualitätskontrolle und Schadensbegrenzung“, Transregio-SFB 23 „Vaskuläre Differenzierung und Remodellierung“, Transregio-SFB 79 „Werkstoffe für die Geweberegeneration im systemisch erkrankten Knochen“, Transregio-SFB 83 „Molekulare Architektur und zelluläre Funktionen von Lipid/Protein Komplexen“, Transregio-SFB 152 „Steuerung der Körper-Homöostase durch TRP-Kanal-Module“[8]

## Lehre und Ausbildung
An der Medizinischen Fakultät Heidelberg studierten im Wintersemester 2019/20 4.980 angehende Mediziner. Im Oktober 2001 wurde der Reformstudiengang Heidelberger Curriculum Medicinale (HeiCuMed) eingeführt, der eine praxisbezogene Ausbildung anstrebt und in Zusammenarbeit mit der Harvard Medical School in Boston entstanden ist.
Als einzige deutsche Universität unterhält die Universität Heidelberg zwei medizinische Fakultäten: eine in Heidelberg und eine im benachbarten Mannheim. Das primäre Lehrkrankenhaus der Medizinischen Fakultät Mannheim ist dabei das Universitätsklinikum Mannheim.
Ein Schwerpunkt des Klinikums ist die Ausbildung von nicht-ärztlichem medizinischen Personal. Das Universitätsklinikum Heidelberg hat 2005 gemeinsam mit anderen regionalen Krankenhäusern die Akademie für Gesundheitsberufe Heidelberg gegründet. Die Akademie bietet Ausbildungsplätze in zwölf Gesundheitsfachberufen – u. a. Gesundheits- und Kinderkrankenpflege, Gesundheits- und Krankenpflege, Altenpflege, Logopädie und Physiotherapie – und vier staatlich anerkannte Weiterbildungen für Pflegeberufe an. Rund 800 Ausbildungsplätze stehen zur Verfügung, die Einrichtung zählt zu den größten ihrer Art in Deutschland.
Zudem ist das Universitätsklinikum Träger eines Berufsförderungswerkes für Menschen mit körperlicher und psychischer Behinderung. Als gGmbH ist das Kurt-Lindemann Haus in Schlierbach ein Tochterunternehmen der Universität Heidelberg und bildet jedes Jahr rund 30 Personen in den Berufen Bürokraft, Kaufmann für Büromanagement und Industriekaufmann aus.

## Kliniken

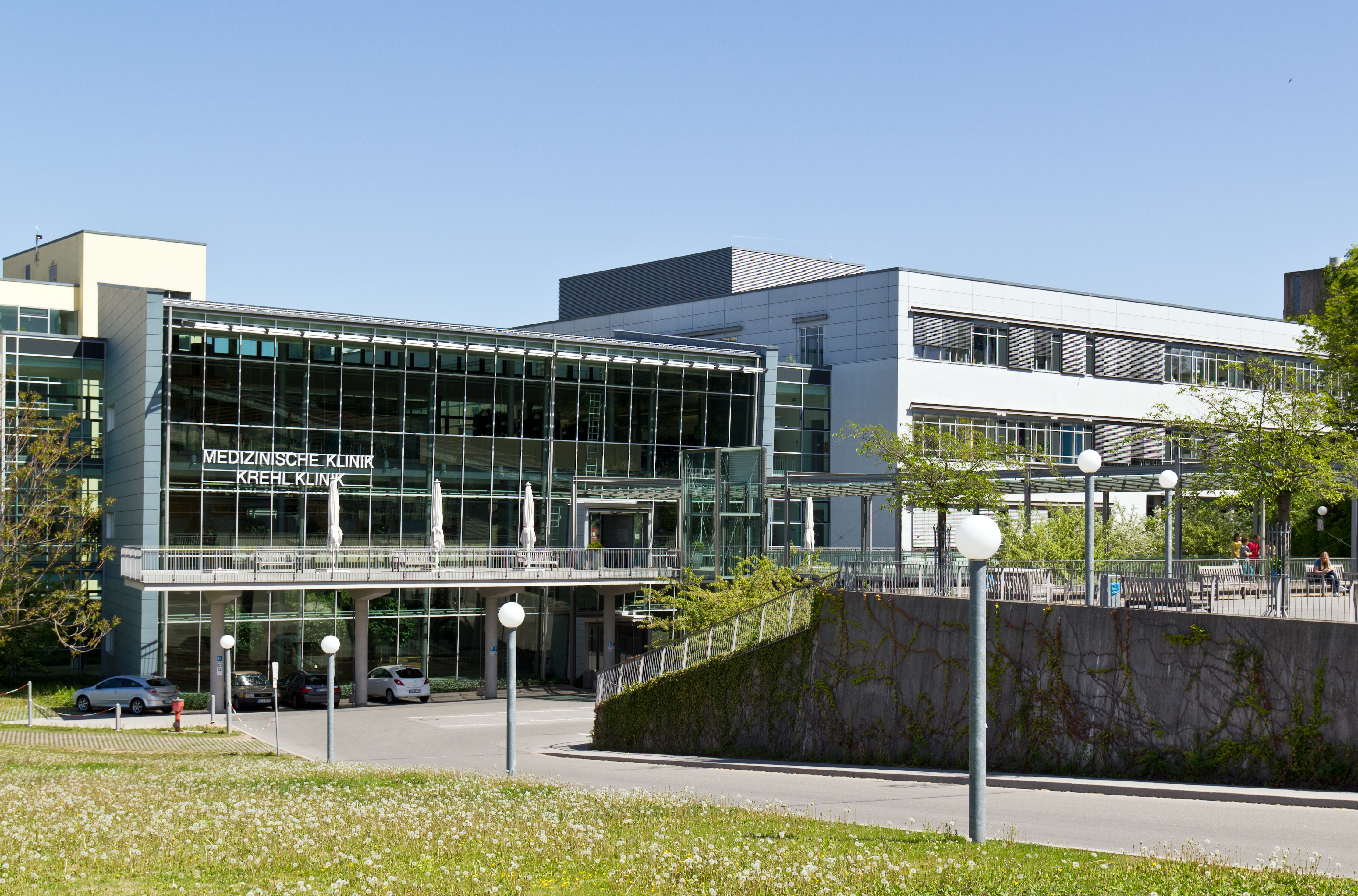
Haupteingang der Krehl-Klinik, der Medizinischen Klinik auf dem Universitätscampus im Neuenheimer Feld (Bild entstand vor Neugestaltung des Vorplatzes beim Neubau der nebenstehenden Chirurgischen Klinik)

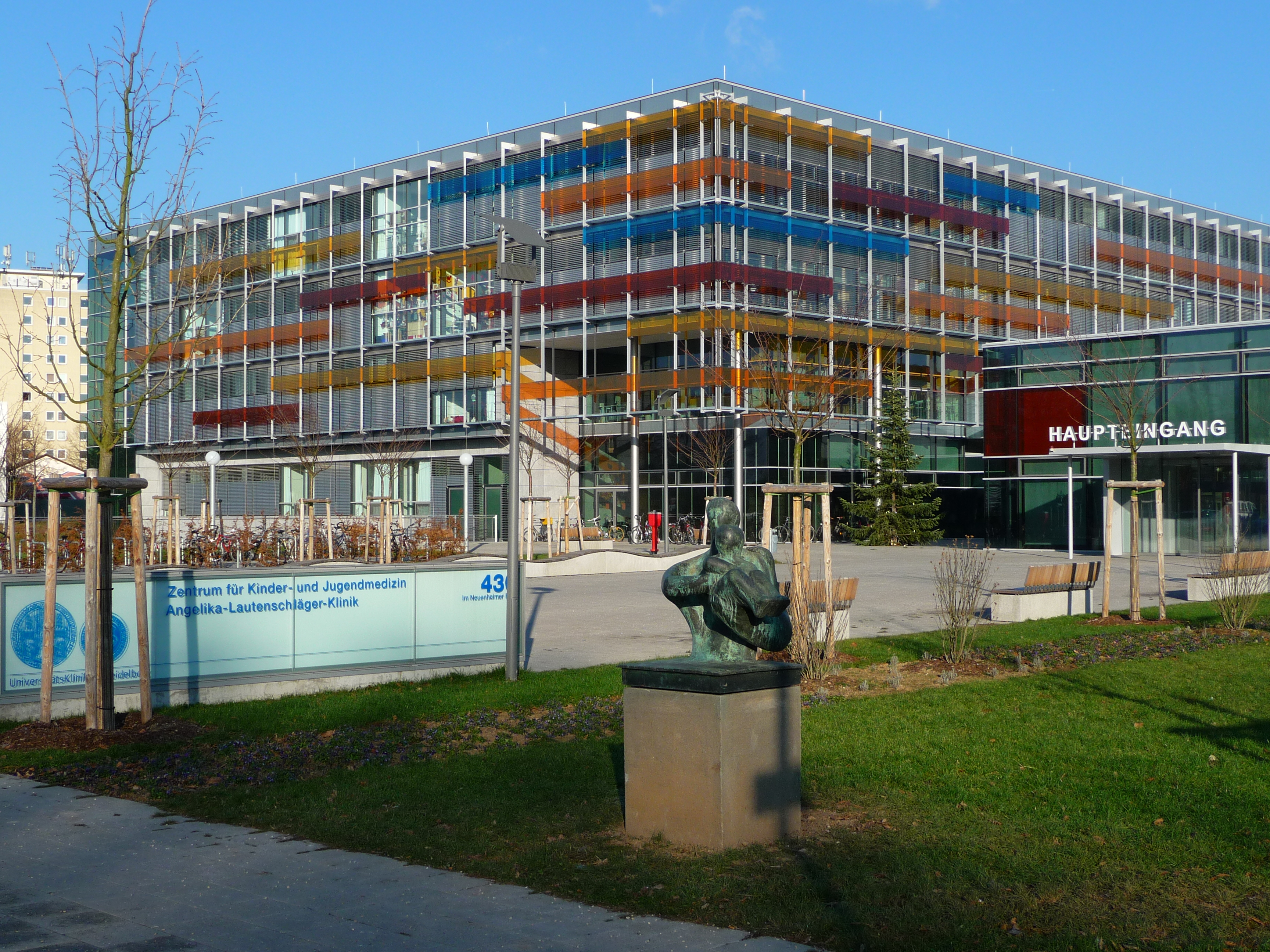
Die Angelika-Lautenschläger-Klinik beherbergt die neue Kinderklinik auf dem Universitätscampus im Neuenheimer Feld

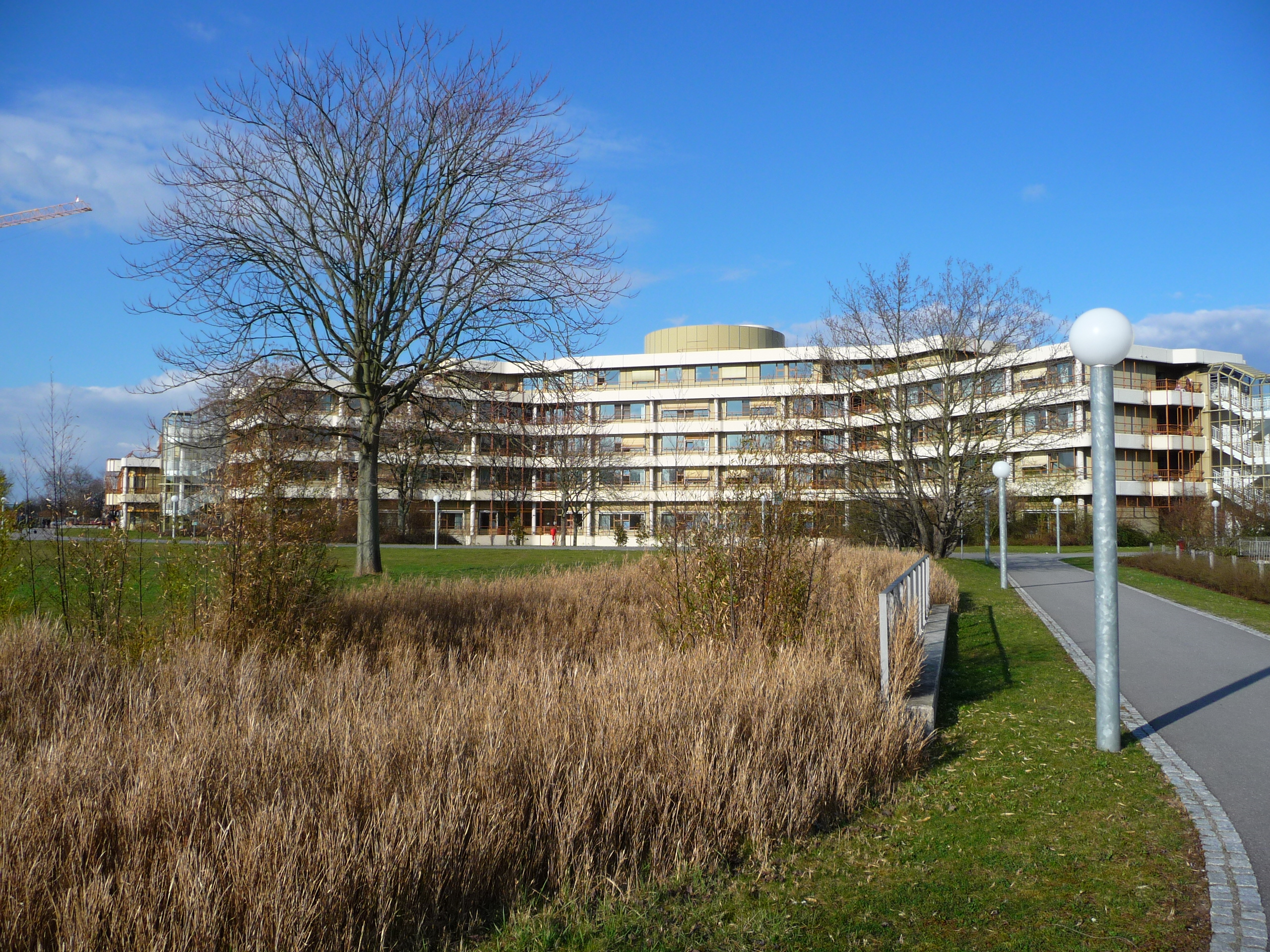
Die Kopfklinik, von Westen gesehen, auf dem Universitätscampus im Neuenheimer Feld

Die meisten Kliniken des Universitätsklinikums befinden sich auf dem neuen naturwissenschaftlich-medizinischen Campus Im Neuenheimer Feld im sogenannten Klinikring. Auf dem Campus Bergheim befinden sich die psychiatrischen und psychosomatischen Kliniken. Die Orthopädie liegt im Stadtteil Schlierbach. Im Einzelnen gliedert sich das Universitätsklinikum Heidelberg wie folgt:
Campus Neuenheimer Feld:
- Chirurgische Klinik (Zentrum)
  - Kinderchirurgie
  - Kinderherzchirurgie
  - Klinik für Allgemein-, Viszeral- und Transplantationschirurgie
  - Klinik für Herzchirurgie
  - Klinik für Gefäß- und Endovaskuläre Chirurgie
  - Studienzentrum der Deutschen Gesellschaft für Chirurgie (SDGC)
  - Unfall- und Wiederherstellungschirurgie
  - Urologische Klinik
- Klinik für diagnostische und interventionelle Radiologie
- Frauenklinik (Zentrum)
  - Klinik für Frauenheilkunde und Geburtshilfe
    - Brustzentrum

  - Klinik für gynäkologische Endokrinologie und Fertilitätsstörungen
- Hautklinik (Zentrum)
  - Hautklinik
  - Hauttumorzentrum
- Heidelberger Ionenstrahl-Therapiezentrum (HIT)
- Kopfklinik (Zentrum)
  - Augenklinik
  - Hals-, Nasen- und Ohrenheilklinik
  - Klinik für Anästhesiologie
  - Neurologische Klinik
    - Neurologie und Poliklinik
    - Klinische Neurobiologie
    - Neuroradiologie
    - Schlaganfallkonsortium Rhein-Neckar
    - Neuroonkologieprogramm Universität Heidelberg und DKFZ

  - Neurochirurgische Klinik
  - Mund-, Zahn- und Kieferklinik
    - Poliklinik für Zahnärztliche Protethik
    - Klinik und Poliklinik für Mund-, Kiefer- und Gesichtschirurgie
    - Poliklinik für Kieferorthopädie
    - Poliklinik für Zahnerhaltungskunde

  - Radiologische Klinik
    - Radioonkologie und Strahlentherapie
    - Diagnostische und interventionelle Radiologie
    - Nuklearmedizin
- Klinik für Palliativmedizin
- Nationales Centrum für Tumorerkrankungen (NCT)
- Zentrum für Innere Medizin (Krehl-Klinik, nach Ludolf von Krehl)
  - Klinik für Endokrinologie, Diabetologie, Stoffwechselerkrankungen und klinische Chemie
  - Klinik für allgemeine innere Medizin und Psychosomatik
  - Klinik für Kardiologie, Angiologie und Pneumologie
  - Klinik für Gastroenterologie, Hepatologie, Infektionskrankheiten, Vergiftungen
  - Klinik für Hämatologie, Onkologie, Rheumatologie
  - Klinik für medizinische Onkologie
  - Sportmedizin
  - Institut für experimentelle Kardiologie
  - Klinische Pharmakologie und Pharmakoepidemiologie
- Zentrum für Kinder- und Jugendmedizin
  - Allgemeine Pädiatrie, Neuropädiatrie, Stoffwechsel, Gastroenterologie, Nephrologie
  - Klinik für Kinderkardiologie und angeborene Herzfehler
  - Klinik für pädiatrische Onkologie, Hämatologie und Immunologie, Pneumologie
  - Neonatologie

Campus Bergheim:
- Zentrum für Psychosoziale Medizin
  - Klinik für allgemeine Psychiatrie
  - Klinik für allgemeine innere Medizin und Psychosomatik
  - Institut für medizinische Psychologie
  - Institut für psychosoziale Prävention

Weitere Standorte:
- Kreiskrankenhaus Bergstraße
- Thoraxklinik (Standort Heidelberg-Rohrbach)[14]
- Zentrum für Orthopädie, Unfallchirurgie und Paraplegiologie (Standort Heidelberg-Schlierbach)[15]
  - Klinik für Orthopädie
  - Klinik für Paraplegiologie-Querschnittzentrum
  - Klinik für Unfall- und Wiederherstellungschirurgie

Außerdem – rechtlich gesehen dem Universitätsklinikum Heidelberg nicht zugehörig – jedoch funktionell die Stellung einer Klinik des Universitätsklinikums Heidelberg einnehmend:
- BG Klinik Ludwigshafen, Klinik für Plastische und Handchirurgie an der Universität Heidelberg

Daneben gibt es mehrere dem Universitätsklinikum Heidelberg zugehörige Institute, die weiterführende Diagnostik und Forschung durchführen:
- Heidelberg Institute of Global Health (HIGH)
- Heidelberger Institut für Psychotherapie (HIP)
- Institut für Humangenetik
- Institut für Immunologie
- Institut für Medizinische Informatik
- Institut für Medizinische Biometrie
- Pathologisches Institut
- Institut für Rechtsmedizin und Verkehrsmedizin
- Zentrum für Infektiologie

Außerdem gibt es von der Medizinischen Fakultät der Universität Heidelberg administrierte Institute:
- Institute for Computational Biomedicine
- Institut für Anatomie und Zellbiologie
- Institut für Geschichte und Ethik der Medizin
- Institut für Physiologie und Pathophysiologie
- Interdisciplinary Neurobehavioral Core (INBC)
- Pharmakologisches Institut

## Aktuelle Bauprojekte (2024)
- Neubau Herzzentrum & Informatics for Life
- Neubau Hopp-Kindertumorzentrum (KiTZ), Spatenstich im September 2022 erfolgt[16]
- Erweiterung der Zentralapotheke
- Sanierung der Kopfklinik
- Ausbau NCT
- Sanierung der Rechtsmedizin und Pathologie[17]

## Wichtige Kenngrößen (2024)
- Patientenzahl stationär: 85.557
- Patientenzahl ambulant: 1.244.103
- Patienten aus dem Ausland: 1.100
- Mitarbeiter: 14.056
- Planbetten: 2.599

## Geschichte

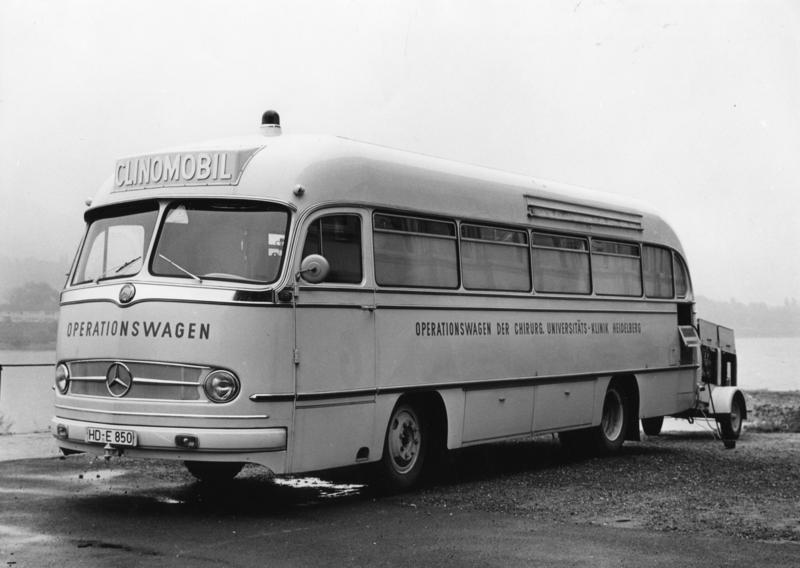
„Clinomobil“, ein mobiler Operationswagen der Chirurgischen Universitätsklinik Heidelberg 1957

Die Universität Heidelberg wurde 1386 durch Kurfürst Ruprecht I. mit päpstlicher Genehmigung gegründet. Eine der vier vorgesehenen Fakultäten war die medizinische Fakultät. Diese nahm 1388 den Betrieb auf. Die Anschaffung von zwei medizinischen Büchern von 1474 ist dokumentiert. Obwohl ein praktischer Unterricht nicht stattfand, betrug die Dauer des Medizinstudiums bereits damals sechs Jahre. Den Ersten Lehrstuhl für Medizin hatte von 1552 bis zu seinem Tod 1557 der Superintendent des Collegium principis, Medizinprofessor und praktische Arzt Johannes Wagenmann inne. Ein Botanischer Garten wurde 1593 als Kräutergarten angelegt und diente der Pharmakologie. Das Spital in der Bussemergasse wurde 1561 gegründet. Zu Beginn des 17. Jahrhunderts wurden das Spital mit der medizinischen Fakultät für die praktische Ausbildung der Studenten zusammengelegt.
Die poliklinische Anstalt wurde 1805 eröffnet. Erstmals bestand die Möglichkeit, die Medizinstudenten systematisch praktisch am Patienten auszubilden. 1818 wurde die chirurgische Klinik eröffnet. Die Poliklinik wurde unter Friedrich August Benjamin Puchelt 1826 neueröffnet. Um 1864 kam es mit der Abtrennung der Augen- und Kinderklinik zu einer weiteren Aufteilung der Fachgebiete. Die vier vorklinischen Institute an der Heidelberger Hauptstraße wurden 1874 neugebaut. Das Klinikum im Stadtteil Bergheim wurde 1867 unter der Leitung von Wilhelm Manchot gebaut. Die Zahnärztliche Klinik und Poliklinik (so benannt seit 1927) nahm ihren Anfang mit der am 1. Oktober 1895 gegründeten und von Carl Jung (1895–1900) geleiteten Zahnärztlichen Abteilung in der Chirurgischen Universitätsklinik und der 1924 erfolgten Einrichtung eines persönlichen Ordinariates, besetzt mit Georg Blessing und 1930 planmäßigen Ordinariates. Erstmals wurden 1899 Frauen zum Medizinstudium zugelassen.
Im Stadtteil Bergheim wurde 1922 die Ludolf-Krehl-Klinik bezogen. In den 1920er und 1930er Jahren folgte ein Neubau der Chirurgie auf der gegenüberliegenden Neckarseite im Neuenheimer Feld (wohin ab 1960 auch die meisten anderen Kliniken übersiedelten). Über 20 Hochschullehrer, auch Mediziner, wurden von 1933 bis 1945 aus politischen Gründen aus der Universität Heidelberg ausgeschlossen. In der Chirurgie und Frauenklinik kam es zu Zwangssterilisationen. Kinderpatienten der Psychiatrie werden in der so genannten „Euthanasie“-Aktion ermordet. Die Chirurgische Universitätsklinik zog 1939 als erste Klinik ins Neuenheimer Feld. Der Neubau bietet Platz für 350 Betten. Karl Heinrich Bauer wurde am 8. August 1945 der ärztliche Direktor der Chirurgischen Universitätsklinik, der erste Nachkriegsdirektor der Universität Heidelberg. Die Fakultät für Klinische Medizin Mannheim der Universität Heidelberg wurde 1964 als zweite medizinische Fakultät eingerichtet, später wurde sie in Medizinische Fakultät Mannheim umbenannt. Der Ministerrat beschloss 1976 das Konzept des „Heidelberger Klinikrings“, der die Kliniken des Universitätsklinikums Heidelberg im Neuenheimer Feld vereinen sollte. Die einzelnen Gebäude wurden durch ein unterirdisches Gangsystem verbunden. Die Kopfklinik im Neuenheimer Feld wurde 1987 eröffnet, der erste Stein im Klinikring.
2001 wurde der Reformstudiengang Heidelberger Curriculum Medicinale (HeiCuMed) eingeführt. Der Neubau der Medizinischen Universitätsklinik im Neuenheimer Feld 410 wurde ab April 2004 bezogen. Die Universität Heidelberg wurde unter maßgeblicher Beteiligung der Medizinischen Fakultät „Elite-Universität“. Am 31. März 2008 wurde das Gebäude der Angelika-Lautenschläger-Kinderklinik übergeben in Anwesenheit des Ministerpräsidenten Günther Oettinger und des Finanzministers Gerhard Stratthaus. Im März 2013 übernahm das Universitätsklinikum 90 Prozent des im Bundesland Hessen gelegenen Kreiskrankenhauses Bergstraße. Die umgebauten und durch einen Neubau ergänzten Flächen der Technischen Orthopädie wurden 2015 eröffnet. Patienten und Mitarbeiter profitieren dadurch von mehr Raum in Werkstätten und Anprobenbereichen für Prothesen und Orthesen. Das im laufenden Klinikbetrieb umfassend sanierte und erweiterte Funktionsgebäude der Thoraxklinik wurde im Oktober 2015 eröffnet. Das Gebäude bietet erweiterte OP-Kapazitäten, räumliche Verzahnung der Bereiche und modernste Technik für die Hochleistungsmedizin. Im November 2015 feierten Medizinische Fakultät und Universitätsklinikum Heidelberg Richtfest für den Neubau des Zentrums für Infektionsforschung (CIID).
2019 wurde bekannt, dass die Heidelberger Universitätsklinik einen nicht ausgereiften Brustkrebs-Bluttest mit einer PR-Kampagne als medizinischen Meilenstein angekündigt hatte. Im Gefolge des Skandals mussten drei von fünf Vorständen sowie der Klinik-Justiziar ihren Hut nehmen. Darüber hinaus verlässt der Direktor der Frauenklinik, Christof Sohn, im Jahr 2022 das Universitätsklinikum.

## Stiftung
Die Heidelberger Stiftung Chirurgie ist eine gemeinnützige Einrichtung zur Unterstützung der Medizin. Die Stiftung führt den Namen „Heidelberger Stiftung Chirurgie“ und ist eine nichtrechtsfähige Stiftung des bürgerlichen Rechts. Sie wurde im Frühjahr 2003 gegründet, als sich Ärzte, Pflegepersonal und andere Mitarbeiter des Universitätsklinikums Heidelberg sowie Vertreter der Öffentlichkeit mit dem Ziel trafen, die medizinischen Qualitätsstandards in Heidelberg, zu bewahren und auszubauen.
Der Zweck ist die Förderung der Hochschulmedizin am Universitätsklinikum Heidelberg, Chirurgische Klinik und den weiteren Standorten, in denen der ärztliche Direktor der Klinik auch ärztlicher Direktor der dortigen Chirurgie ist. Hierdurch soll die Patientenversorgung in Verbindung mit dem wissenschaftlichen Auftrag zur Forschung und Lehre unterstützt werden.

## Vorfälle und Kritik

### Ankündigung eines Bluttestes zur Früherkennung von Brustkrebs
Der damalige Chef der Frauenklinik Christof Sohn hatte 2019 einen Bluttest zur Früherkennung von Brustkrebs öffentlichkeitswirksam vorgestellt und eine zeitnahe klinische Anwendung angekündigt. Dies tat er trotz Wissen um die mangelnde Validität der Testergebnisse. Der Vorsitzende einer einberufenen externen Untersuchungskommission Matthias Kleiner sprach in diesem Zusammenhang von „Führungsversagen, Machtmissbrauch und Eitelkeit“ in der Klinik.